# Cyril Ramaphosa
Matamela Cyril Ramaphosa (ur. 17 listopada 1952 w Soweto) – południowoafrykański polityk, prawnik, działacz związkowy i biznesmen. W latach 2014–2018 wiceprezydent Południowej Afryki, od 2017 przewodniczący Afrykańskiego Kongresu Narodowego, od 2018 prezydent Południowej Afryki. W latach 2020–2021 przewodniczący Unii Afrykańskiej.
Jest laureatem wielu prestiżowych wyróżnień i nagród międzynarodowych. W 1987 otrzymał szwedzką Nagrodę im. Olofa Palmego. W 2004 zajął 34. miejsce w rankingu Great South Africans. W 2007 i 2019 został umieszczony na liście 100 najbardziej wpływowych osób na świecie według tygodnika „Time”.

## Życiorys

### Młodość i edukacja
Urodził się w obozie Soweto, niedaleko Johannesburga. W 1971 ukończył Mphaphuli High School w Sibasa w Venda. W 1972 rozpoczął studia prawnicze na Uniwersytecie Limpopo.
W czasie studiów zaangażował się w działalność polityczną i wstąpił do Organizacji Studentów Południowej Afryki (SASO, South African Students Organisation).
W 1974 został zatrzymany za organizowanie manifestacji, spędził jedenaście miesięcy w miejscu odosobnienia. W 1976, w następstwie zamieszek w Soweto, został po raz kolejny zatrzymany. Przez sześć miesięcy przetrzymywany był na John Vorster Square, na mocy ustawy o terroryzmie. Po zwolnieniu kontynuował studia na University of South Africa (UNISA), które ukończył w 1981.

### Działalność polityczna i związkowa
Po zakończeniu nauki, Ramaphosa wstąpił do Rady Związków Zawodowych Południowej Afryki (CUSA, Council of Unions of South Africa) jako jej doradca prawny. W 1982 w jej ramach powołał do życia Narodowy Związek Górników (NUM, National Union of Mineworkers).
Został wybrany jego sekretarzem generalnym i pozycję tę zajmował aż do czerwca 1991. Pod jego przywództwem liczba członków wzrosła z 6 tys. w 1982 do 300 tys. w 1992. Stanowiło to prawie połowę wszystkich pracowników w sektorze górniczym. Jako sekretarz generalny, Ramaphosa przewodził także największemu strajkowi w historii RPA.
W 1991 Ramaphosa został sekretarzem generalnym Afrykańskiego Kongresu Narodowego (ANC, African National Congress). Odegrał wiodącą rolę w czasie negocjacji ANC z Partią Narodową w sprawie zniesienia apartheidu.
W wyniku pierwszych wolnych wyborów w kraju w 1994, Ramaphosa został członkiem parlamentu. 24 maja 1994 został wybrany przewodniczącym Zgromadzenia Konstytucyjnego i odgrywał centralną rolę w rządzie jedności narodowej.

### Działalność pozapolityczna
Z polityki wycofał się w styczniu 1997, gdy przegrał wyścig o prezydencką nominację z ówczesnym wiceprezydentem Thabo Mbekim. Zaangażował się w działalność prywatną i biznesową. Został dyrektorem New Africa Investments Limited oraz szeregu innych firm. W 2007 niektóre media spekulowały, że Ramaphosa może powrócić do polityki i wziąć udział w wyścigu prezydenckim w 2009.
Razem z byłym prezydentem Finlandii, Marttim Athisaarim został wyznaczony inspektorem do nadzorowania rozbrojenia IRA w Irlandii Północnej. Ramaphosa był również konsulem honorowym Islandii w Południowej Afryce.

### Powrót do polityki
W 2012 roku Ramaphosa powrócił do polityki, został wiceprzewodniczącym Afrykańskiego Kongresu Narodowego, a 26 maja 2014 objął stanowisko wiceprezydenta tego kraju, które sprawował do 14 lutego 2018.

### Prezydent Republiki Południowej Afryki

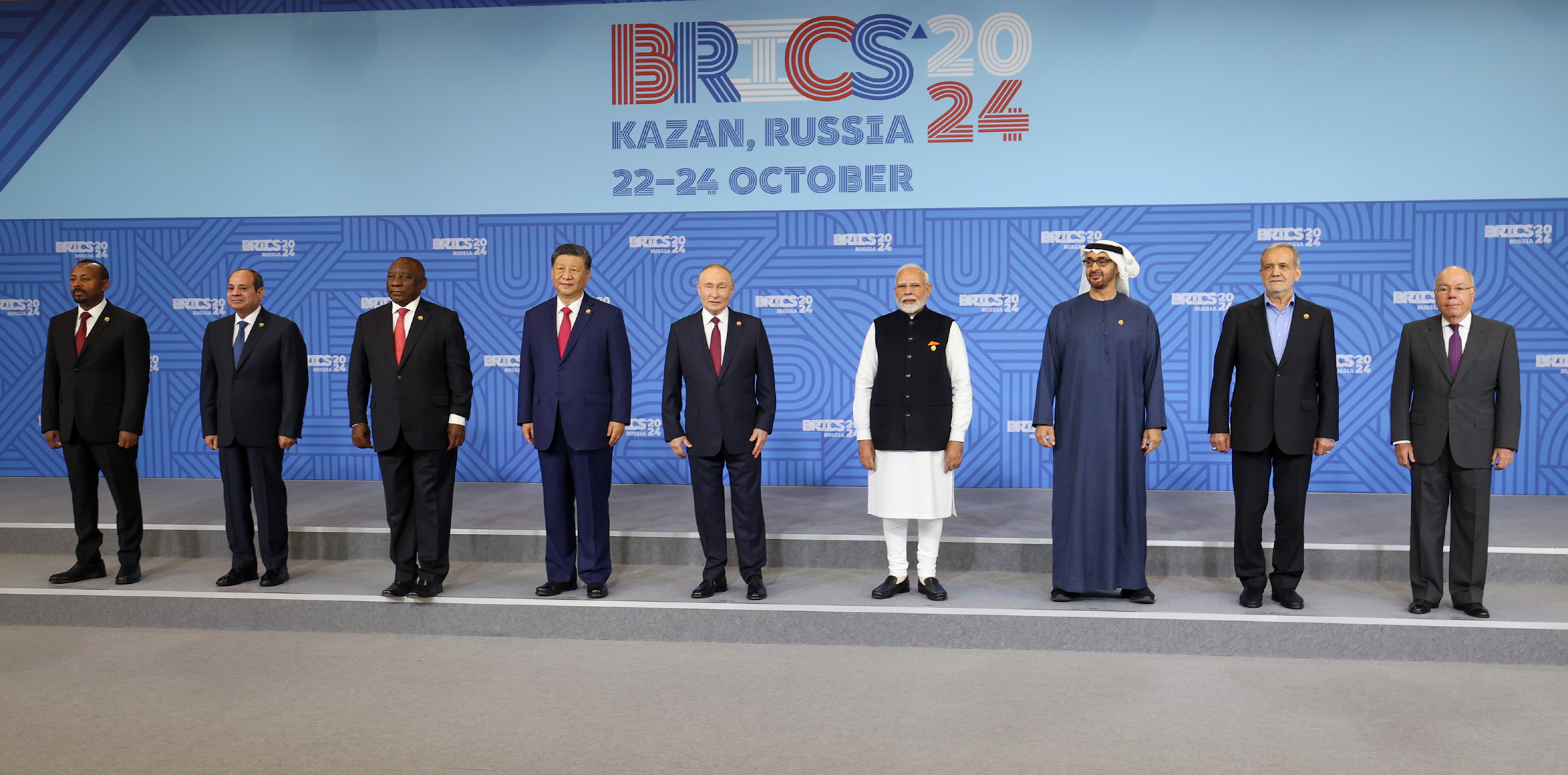
Głowy państw BRICS w 2024 roku w Kazaniu

14 lutego 2018, po rezygnacji Jacoba Zumy, zaczął pełnić obowiązki prezydenta RPA. 15 lutego 2018 Zgromadzenie Narodowe wybrało go oficjalnie na kolejnego prezydenta. Swoją pierwszą podróż międzynarodową po objęciu nowego urzędu odbył do Angoli (marzec 2018), gdzie spotkał się z prezydentem João Lourenço.
W styczniu 2019 pogratulował prezydentowi Wenezueli Nicolásowi Maduro wyboru na kolejną kadencję. W maju 2019 kierowany przez niego Afrykański Kongres Narodowy odniósł decydujące zwycięstwo w wyborach parlamentarnych. Dzięki temu Ramaphosa został wybrany na swoją pierwszą pełną kadencję.
Od 10 lutego 2020 do 6 lutego 2021 sprawował funkcję przewodniczącego Unii Afrykańskiej.
Ramaphosa był chwalony na całym świecie za swoje działania przeciwko epidemii COVID-19 w Południowej Afryce.
14 czerwca 2024, po kolejnych wyborach parlamentarnych, został ponownie wybrany na urząd prezydenta. Otrzymał w Zgromadzeniu Narodowym 283 głosy, wobec 44 głosów oddanych na Juliusa Malemę (EFF). 19 czerwca 2024 rozpoczął nową kadencję.

## Ordery, odznaczenia i nagrody
- Order Baobabu (2007)[17]
- Łańcuch Orderu Króla Abdulaziza Al Sauda (Arabia Saudyjska, 2018)[18]
- Nagroda im. Olofa Palmego (1987)[19]

## Życie prywatne
Jest żonaty, ma czworo dzieci.